# Duraje
Duraje é uma cidade do Afeganistão, localizada na província de Badaquexão.